# Natação nos Jogos Paralímpicos de Verão de 2012 - 100 m livre feminino
As competições de 100 metros livre feminino da natação nos Jogos Paralímpicos de Verão de 2012 foram disputadas entre os dias 31 de agosto e 8 de setembro no Centro Aquático de Londres, na capital britânica. Participaram desse evento atletas de 10 classes diferentes de deficiência.

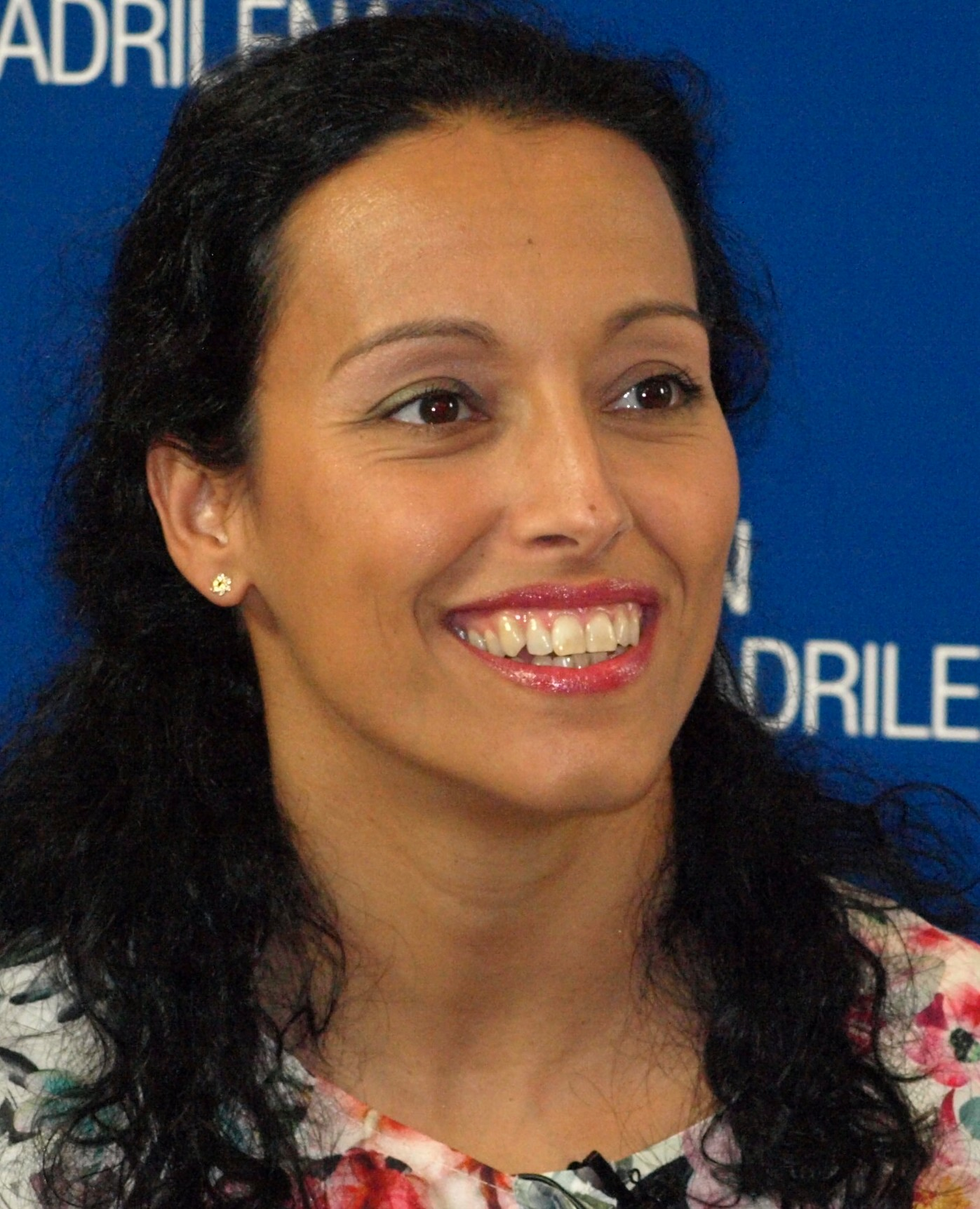
Teresa Perales ficou com a medalha de ouro nos 100 metros livre S5.

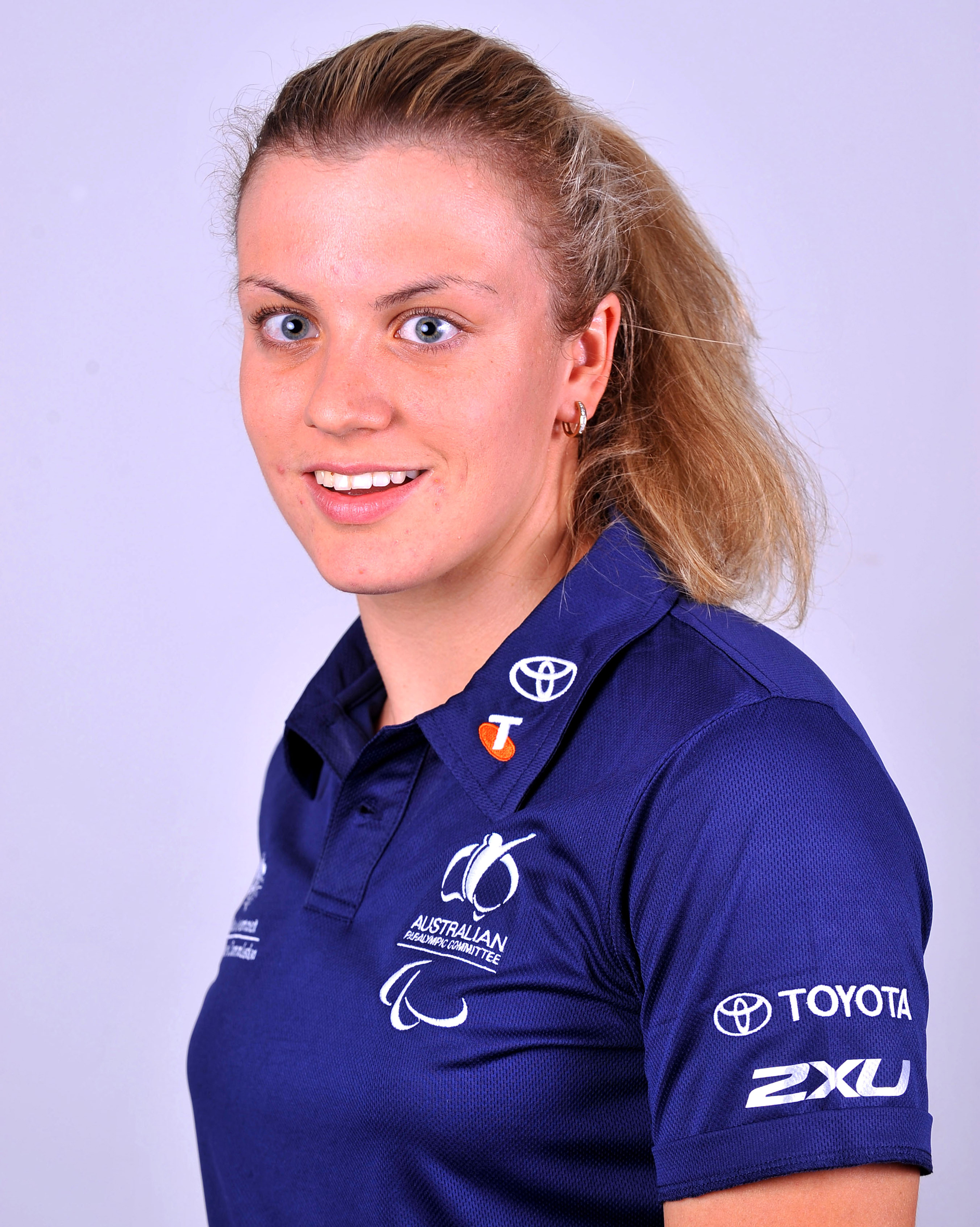
A australiana Jacqueline Freney, competindo na classe S7, conquistou a medalha de ouro nos 100 metros livre.

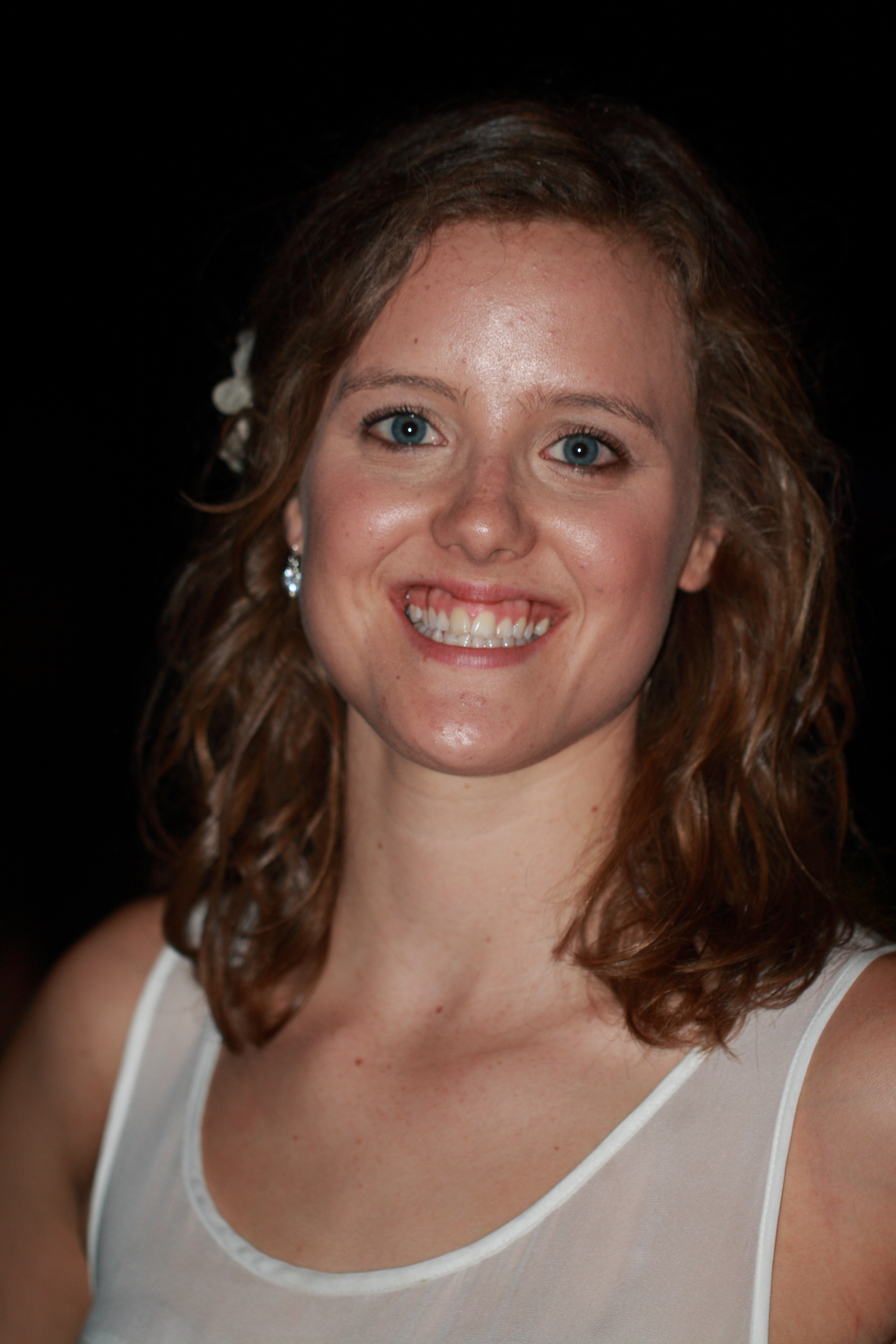
A também australiana Ellie Cole conquistou a medalha de ouro, nos 100 metros livre S9.

## Medalhistas

### Classe S3
| Ouro   | CHN Xia Jiangbo    |
| Prata  | UKR Ogla Sviderska |
| Bronze | MEX Patricia Valle |

### Classe S5
| Ouro   | ESP Teresa Perales       |
| Prata  | UKR Nataliia Prologaieva |
| Bronze | ISR Inbal Pezaro         |

### Classe S6
| Ouro   | USA Victoria Arlen   |
| Prata  | GBR Eleanor Simmonds |
| Bronze | GER Tanja Groepper   |

### Classe S7
| Ouro   | AUS Jacqueline Freney |
| Prata  | USA Cortney Jordan    |
| Bronze | GBR Susannah Rodgers  |

### Classe S8
| Ouro   | USA Jessica Long        |
| Prata  | GBR Heather Frederiksen |
| Bronze | AUS Maddison Elliott    |

### Classe S9
| Ouro   | AUS Ellie Cole      |
| Prata  | RSA Natalie du Toit |
| Bronze | ESP Sarai Gascon    |

### Classe S10
| Ouro   | NZL Sophie Pascoe          |
| Prata  | FRA Élodie Lorandi         |
| Bronze | CAN Summer Ashley Mortimer |

### Classe S11
| Ouro   | ITA Cecilia Camellini |
| Prata  | NZL Mary Fisher       |
| Bronze | CHN Li Guizhi         |

### Classe S12
| Ouro   | RUS Oxana Savchenko |
| Prata  | AZE Natali Pronina  |
| Bronze | RUS Darya Stukalova |

### Classe S13
| Ouro   | USA Kelley Becherer      |
| Prata  | CAN Valerie Grand-Maison |
| Bronze | USA Rebecca Anne Meyers  |

## S3

### Eliminatórias

#### Eliminatória 1
| Pos. | Raia | Atleta            | Tempo   | Notas |
| ---- | ---- | ----------------- | ------- | ----- |
| 1    | 4    | CHN Xia Jiangbo   | 1:49.01 | Q     |
| 2    | 5    | SIN Yip Pin Xiu   | 2:09.74 | Q     |
| 3    | 3    | GER Annke Conradi | 2:24.12 | Q     |
| 4    | 6    | UKR Iryna Sotska  | 2:30.85 | Q     |
| 5    | 2    | GER Vera Thamm    | 2:34.63 |       |

#### Eliminatória 2
| Pos. | Raia | Atleta                          | Tempo   | Notas |
| ---- | ---- | ------------------------------- | ------- | ----- |
| 1    | 4    | UKR Olga Sviderska              | 1:45.34 | Q     |
| 2    | 5    | MEX Patricia Valle              | 2:07.22 | Q     |
| 3    | 3    | GRE Semicha Rizaoglou           | 2:17.82 | Q     |
| 4    | 2    | MEX Haydee Viviana Aceves Pérez | 2:28.16 | Q     |
| 5    | 6    | UKR Ganna Ielisavetska          | 2:37.85 |       |
| 6    | 7    | GRE Maria Kalpakidou            | 2:54.88 |       |

### Final
| Pos.   | Raia | Atleta                          | Tempo   | Notas              |
| ------ | ---- | ------------------------------- | ------- | ------------------ |
| Ouro   | 5    | CHN Xia Jiangbo                 | 1:44.32 | Recorde mundial    |
| Prata  | 4    | UKR Olga Sviderska              | 1:52.91 |                    |
| Bronze | 3    | MEX Patricia Valle              | 1:59.76 | Recorde da América |
| 4      | 6    | SIN Yip Pin Xiu                 | 2:09.41 |                    |
| 5      | 2    | GRE Semicha Rizaoglou           | 2:19.92 |                    |
| 6      | 7    | GER Annke Conradi               | 2:21.92 |                    |
| 7      | 1    | MEX Haydee Viviana Aceves Pérez | 2:28.96 |                    |
| 8      | 8    | UKR Iryna Sotska                | 2:35.66 |                    |

## S5

### Eliminatórias

#### Eliminatória 1
| Pos. | Raia | Atleta                 | Tempo   | Notas |
| ---- | ---- | ---------------------- | ------- | ----- |
| 1    | 4    | NOR Sarah Louise Rung  | 1:23.98 | Q     |
| 2    | 5    | ISR Inbal Pezaro       | 1:25.91 | Q     |
| 3    | 6    | UKR Viktoriia Savtsova | 1:26.90 | Q     |
| 4    | 3    | BRA Joana Maria Silva  | 1:28.90 | Q     |
| 5    | 2    | POR Simone Fragoso     | 1:41.56 |       |

#### Eliminatória 2
| Pos. | Raia | Atleta                   | Tempo   | Notas |
| ---- | ---- | ------------------------ | ------- | ----- |
| 1    | 5    | UKR Nataliia Proligaieva | 1:20.62 | Q     |
| 2    | 4    | ESP Teresa Perales       | 1:23.39 | Q     |
| 3    | 3    | FRA Anita Fatis          | 1:25.05 | Q     |
| 4    | 7    | HUN Katalin Engelhardt   | 1:36.23 | Q     |
| 5    | 2    | USA Alyssa Gialamas      | 1:40.23 |       |
| 6    | 6    | SIN Theresa Goh Rui Si   | 1:45.78 |       |

### Final
| Pos.   | Raia | Atleta                   | Tempo   | Notas |
| ------ | ---- | ------------------------ | ------- | ----- |
| Ouro   | 5    | ESP Teresa Perales       | 1:18.55 |       |
| Prata  | 4    | UKR Nataliia Proligaieva | 1:20.57 |       |
| Bronze | 2    | ISR Inbal Pezaro         | 1:22.56 |       |
| 4      | 3    | NOR Sarah Louise Rung    | 1:23.15 |       |
| 5      | 6    | FRA Anita Fatis          | 1:24.34 |       |
| 6      | 7    | UKR Viktoriia Savtsova   | 1:26.82 |       |
| 7      | 1    | BRA Joana Maria Silva    | 1:29.28 |       |
| 8      | 8    | HUN Katalin Engelhardt   | 1:36.91 |       |

## S6

### Eliminatórias

#### Eliminatória 1
| Pos. | Raia | Atleta                          | Tempo   | Notas |
| ---- | ---- | ------------------------------- | ------- | ----- |
| 1    | 3    | JPN Erika Nara                  | 1:22.32 | Q     |
| 2    | 5    | GBR Natalie Jones               | 1:22.74 | Q     |
| 3    | 6    | USA Noga Nir-Kistler            | 1:23.75 |       |
| 4    | 2    | USA Ileana Rodriguez            | 1:31.35 |       |
| 5    | 7    | ISR Inbal Ganapol Shwartz       | 1:31.62 |       |
| 6    | 1    | PHI Bea Riza Ma Josephine Roble | 1:41.27 |       |
| —    | 4    | NED Mirjam de Koning-Peper      | DNS     |       |

#### Eliminatória 2
| Pos. | Raia | Atleta                   | Tempo   | Notas |
| ---- | ---- | ------------------------ | ------- | ----- |
| 1    | 4    | GBR Eleanor Simmonds     | 1:16.68 | Q     |
| 2    | 5    | CHN Song Lingling        | 1:18.46 | Q     |
| 3    | 3    | ITA Emanuela Romano      | 1:20.54 | Q     |
| 4    | 6    | MEX Doramitzi Gonzalez   | 1:24.32 |       |
| 5    | 7    | TUR Özlem Baykız         | 1:29.64 |       |
| 6    | 2    | HUN Fanni Illés          | 1:30.14 |       |
| 7    | 1    | TPE Luo Alice Hsiao Hung | 1:34.31 |       |

#### Eliminatória 3
| Pos. | Raia | Atleta                       | Tempo   | Notas |
| ---- | ---- | ---------------------------- | ------- | ----- |
| 1    | 4    | USA Victoria Arlen           | 1:14.74 | Q =   |
| 2    | 5    | GER Tanja Groepper           | 1:16.72 | Q     |
| 3    | 3    | UKR Olena Fedota             | 1:21.92 | Q     |
| 4    | 6    | MEX Vianney Trejo Delgadillo | 1:23.71 |       |
| 5    | 2    | AUS Tanya Huebner            | 1:30.76 |       |
| 6    | 7    | MEX Karina Domingo Bello     | 1:32.19 |       |
| 7    | 1    | AUT Sabine Weber-Treiber     | 1:32.37 |       |

### Final
| Pos.   | Raia | Atleta               | Tempo   | Notas            |
| ------ | ---- | -------------------- | ------- | ---------------- |
| Ouro   | 4    | USA Victoria Arlen   | 1:13.33 | Recorde mundial  |
| Prata  | 5    | GBR Eleanor Simmonds | 1:14.82 | Recorde europeu  |
| Bronze | 3    | GER Tanja Groepper   | 1:16.83 |                  |
| 4      | 6    | CHN Song Lingling    | 1:16.84 | Recorde asiático |
| 5      | 2    | ITA Emanuela Romano  | 1:19.54 |                  |
| 6      | 7    | UKR Olena Fedota     | 1:19.97 |                  |
| 7      | 8    | GBR Natalie Jones    | 1:22.64 |                  |
| 8      | 1    | JPN Erika Nara       | 1:25.16 |                  |

## S7

### Eliminatórias

#### Eliminatória 1
| Pos. | Raia | Atleta                             | Tempo   | Notas |
| ---- | ---- | ---------------------------------- | ------- | ----- |
| 1    | 4    | GBR Susannah Rodgers               | 1:12.86 | Q     |
| 2    | 5    | GER Kirsten Bruhn                  | 1:14.60 | Q     |
| 3    | 6    | CHN Ke Liting                      | 1:16.98 | Q     |
| 4    | 2    | KOR Kim Jieun                      | 1:17.80 | Q     |
| 5    | 7    | CAN Sarah Mehain                   | 1:21.69 |       |
| 6    | 3    | BRA Susana Ribeiro                 | 1:22.09 |       |
| 7    | 1    | MEX Jessica Sarai Aviles Hernández | 1:23.87 |       |

#### Eliminatória 2
| Pos. | Raia | Atleta                | Tempo   | Notas |
| ---- | ---- | --------------------- | ------- | ----- |
| 1    | 4    | AUS Jacqueline Freney | 1:09.74 | Q     |
| 2    | 5    | USA Cortney Jordan    | 1:13.92 | Q     |
| 3    | 3    | UKR Ani Palian        | 1:14.16 | Q     |
| 4    | 2    | CAN Brianna Nelson    | 1:18.01 | Q     |
| 5    | 6    | NZL Rebecca Dubber    | 1:18.30 |       |
| 6    | 7    | ISR Erel Halevi       | 1:19.71 |       |
| 7    | 1    | AUS Katrina Porter    | 1:21.95 |       |
| —    | 8    | BRA Verônica Almeida  | DNS     |       |

### Final
| Pos.   | Raia | Atleta                | Tempo   | Notas               |
| ------ | ---- | --------------------- | ------- | ------------------- |
| Ouro   | 4    | AUS Jacqueline Freney | 1:09.39 | Recorde paralímpico |
| Prata  | 3    | USA Cortney Jordan    | 1:11.63 |                     |
| Bronze | 5    | GBR Susannah Rodgers  | 1:12.61 |                     |
| 4      | 6    | UKR Ani Palian        | 1:13.67 |                     |
| 5      | 2    | GER Kirsten Bruhn     | 1:14.43 |                     |
| 6      | 7    | CHN Ke Liting         | 1:17.15 |                     |
| 7      | 8    | CAN Brianna Nelson    | 1:17.77 |                     |
| 8      | 1    | KOR Kim Jieun         | 1:18.03 |                     |

## S8

### Eliminatórias

#### Eliminatória 1
| Pos. | Raia | Atleta                | Tempo   | Notas            |
| ---- | ---- | --------------------- | ------- | ---------------- |
| 1    | 4    | USA Mallory Weggemann | 1:10.50 | Q                |
| 2    | 3    | CAN Morgan Bird       | 1:11.16 | Q                |
| 3    | 5    | CHN Jiang Shengnan    | 1:12.85 | Recorde asiático |
| 4    | 2    | RUS Ksenia Sogomonyan | 1:15.96 |                  |
| 5    | 7    | CAN Camille Berube    | 1:18.31 |                  |
| 6    | 6    | USA Amanda Everlove   | 1:19.38 |                  |

#### Eliminatória 2
| Pos. | Raia | Atleta                            | Tempo   | Notas |
| ---- | ---- | --------------------------------- | ------- | ----- |
| 1    | 4    | GBR Heather Frederiksen           | 1:07.53 | Q     |
| 2    | 5    | AUS Maddison Elliott              | 1:07.62 | Q     |
| 3    | 6    | UKR Kateryna Istomina             | 1:11.95 | Q     |
| 4    | 3    | DEN Amalie Vinther                | 1:12.25 | Q     |
| 5    | 2    | NOR Mariann Vestbøstad Marthinsen | 1:16.17 |       |
| 6    | 7    | ITA Immacolata Cerasuolo          | 1:17.71 |       |

#### Eliminatória 3
| Pos. | Raia | Atleta                | Tempo   | Notas |
| ---- | ---- | --------------------- | ------- | ----- |
| 1    | 4    | USA Jessica Long      | 1:06.06 | Q     |
| 2    | 5    | RUS Olesya Vladykina  | 1:11.74 | Q     |
| 3    | 2    | NED Romy Pansters     | 1:14.55 |       |
| 4    | 7    | GER Julia Kabus       | 1:14.74 |       |
| 5    | 6    | GER Stefanie Weinberg | 1:14.80 |       |
| 6    | 3    | GBR Emma Hollis       | 1:23.35 |       |
| 7    | 1    | CAN Sarah Mailhot     | 1:25.80 |       |

### Final
| Pos.   | Raia | Atleta                  | Tempo   | Notas           |
| ------ | ---- | ----------------------- | ------- | --------------- |
| Ouro   | 4    | USA Jessica Long        | 1:05.63 | Recorde mundial |
| Prata  | 5    | GBR Heather Frederiksen | 1:08.07 |                 |
| Bronze | 3    | AUS Maddison Elliott    | 1:08.37 |                 |
| 4      | 6    | USA Mallory Weggemann   | 1:08.51 |                 |
| 5      | 7    | RUS Olesya Vladykina    | 1:10.50 |                 |
| 6      | 2    | CAN Morgan Bird         | 1:10.97 |                 |
| 7      | 8    | DEN Amalie Vinther      | 1:11.30 |                 |
| 8      | 1    | UKR Kateryna Istomina   | 1:12.43 |                 |

## S9

### Eliminatórias

#### Eliminatória 1
| Pos. | Raia | Atleta                 | Tempo   | Notas |
| ---- | ---- | ---------------------- | ------- | ----- |
| 1    | 5    | GBR Louise Watkin      | 1:04.63 | Q     |
| 2    | 4    | ESP Sarai Gascon       | 1:04.93 | Q     |
| 3    | 6    | AUS Annabelle Williams | 1:05.47 | Q     |
| 4    | 2    | GBR Lauren Steadman    | 1:05.98 | Q     |
| 5    | 3    | GBR Claire Cashmore    | 1:06.81 |       |
| 6    | 7    | RSA Emily Gray         | 1:08.81 |       |

#### Eliminatória 2
| Pos. | Raia | Atleta                | Tempo   | Notas |
| ---- | ---- | --------------------- | ------- | ----- |
| 1    | 4    | RSA Natalie du Toit   | 1:02.95 | Q     |
| 2    | 5    | AUS Ellie Cole        | 1:04.58 | Q     |
| 3    | 2    | CHN Lin Ping          | 1:05.55 | Q     |
| 4    | 6    | USA Elizabeth Stone   | 1:05.59 | Q     |
| 5    | 7    | GER Christiane Reppe  | 1:07.09 |       |
| 6    | 3    | RUS Irina Grazhdanova | 1:08.31 |       |
| 7    | 1    | CAN Katarina Roxon    | 1:08.58 |       |

### Final
| Pos.   | Raia | Atleta                 | Tempo   | Notas              |
| ------ | ---- | ---------------------- | ------- | ------------------ |
| Ouro   | 5    | AUS Ellie Cole         | 1:02.77 | Recorde da Oceania |
| Prata  | 4    | RSA Natalie du Toit    | 1:03.45 |                    |
| Bronze | 6    | ESP Sarai Gascon       | 1:03.62 |                    |
| 4      | 7    | CHN Lin Ping           | 1:04.27 | Recorde asiático   |
| 5      | 3    | GBR Louise Watkin      | 1:04.45 |                    |
| 6      | 1    | USA Elizabeth Stone    | 1:05.43 |                    |
| 7      | 2    | AUS Annabelle Williams | 1:05.73 |                    |
| 8      | 8    | GBR Lauren Steadman    | 1:06.07 |                    |

## S10

### Eliminatórias

#### Eliminatória 1
| Pos. | Raia | Atleta                      | Tempo   | Notas |
| ---- | ---- | --------------------------- | ------- | ----- |
| 1    | 4    | CAN Summer Ashley Mortimer  | 1:01.98 | Q     |
| 2    | 3    | AUS Katherine Downie        | 1:03.16 | Q     |
| 3    | 5    | USA Susan Beth Scott        | 1:03.49 | Q     |
| 4    | 6    | ESP Esther Morales          | 1:05.03 |       |
| 5    | 2    | CAN Brianna Jennett-Mcneill | 1:05.09 |       |
| 6    | 7    | NED Chantal Molenkamp       | 1:06.52 |       |
| 7    | 1    | KOR Park Semi               | 1:08.13 |       |

#### Eliminatória 2
| Pos. | Raia | Atleta               | Tempo   | Notas            |
| ---- | ---- | -------------------- | ------- | ---------------- |
| 1    | 4    | NZL Sophie Pascoe    | 1:01.17 | Q                |
| 2    | 5    | FRA Elódie Lorandi   | 1:01.87 | Q                |
| 3    | 2    | CAN Aurélie Rivard   | 1:03.27 | Q                |
| 4    | 3    | USA Anna Eames       | 1:03.37 | Q                |
| 5    | 1    | POL Oliwia Jablonska | 1:04.89 | Q                |
| 6    | 6    | POL Katarzyna Pawlik | 1:07.14 |                  |
| 7    | 7    | GBR Gemma Almond     | 1:07.40 |                  |
| 8    | 8    | RSA Shireen Sapiro   | 1:07.42 | Recorde africano |

### Final
| Pos.   | Raia | Atleta                     | Tempo   | Notas               |
| ------ | ---- | -------------------------- | ------- | ------------------- |
| Ouro   | 4    | NZL Sophie Pascoe          | 1:00.89 | Recorde paralímpico |
| Prata  | 5    | FRA Élodie Lorandi         | 1:01.09 | Recorde europeu     |
| Bronze | 3    | CAN Summer Ashley Mortimer | 1:01.58 |                     |
| 4      | 2    | CAN Aurélie Rivard         | 1:02.12 |                     |
| 5      | 6    | AUS Katherine Downie       | 1:02.34 |                     |
| 6      | 7    | USA Anna Eames             | 1:02.72 |                     |
| 7      | 1    | USA Susan Beth Scott       | 1:02.82 |                     |
| 8      | 8    | POL Oliwia Jablonska       | 1:03.76 |                     |

## S11

### Eliminatórias

#### Eliminatória 1
| Pos. | Raia | Atleta              | Tempo   | Notas |
| ---- | ---- | ------------------- | ------- | ----- |
| 1    | 4    | GER Daniela Schulte | 1:11.60 | Q     |
| 2    | 3    | JPN Naomi Ikinaga   | 1:16.49 | Q     |
| 3    | 6    | UKR Olga Iakibiuk   | 1:19.28 |       |
| 4    | 5    | SUI Chantal Cavin   | 1:19.80 |       |
| 5    | 7    | UKR Yana Berezhna   | 1:23.92 |       |

#### Eliminatória 2
| Pos. | Raia | Atleta                  | Tempo   | Notas            |
| ---- | ---- | ----------------------- | ------- | ---------------- |
| 1    | 5    | CHN Li Guizhi           | 1:09.38 | Q                |
| 2    | 3    | NZL Mary Fisher         | 1:12.01 | Q                |
| 3    | 4    | CHN Xie Qing            | 1:14.01 | Q                |
| 4    | 2    | JPN Chikako Ono         | 1:18.91 |                  |
| 5    | 6    | NZL Aine Kelly-Costello | 1:23.10 |                  |
| 6    | 7    | RSA Renette Bloem       | 1:25.72 | Recorde africano |

#### Eliminatória 3
| Pos. | Raia | Atleta                | Tempo   | Notas |
| ---- | ---- | --------------------- | ------- | ----- |
| 1    | 5    | CAN Amber Thomas      | 1:11.15 | Q     |
| 2    | 4    | ITA Cecilia Camellini | 1:11.54 | Q     |
| 3    | 3    | SWE Maja Reichard     | 1:16.20 | Q     |
| 4    | 7    | UKR Maryna Piddubna   | 1:18.53 |       |
| 5    | 2    | USA Letticia Martinez | 1:21.64 |       |
| 6    | 6    | ARG Nadia Baez        | 1:22.06 |       |

### Final
| Pos.   | Raia | Atleta                | Tempo   | Notas              |
| ------ | ---- | --------------------- | ------- | ------------------ |
| Ouro   | 3    | ITA Cecilia Camellini | 1:07.29 | Recorde mundial    |
| Prata  | 2    | NZL Mary Fisher       | 1:09.83 | Recorde da Oceania |
| Bronze | 4    | CHN Li Guizhi         | 1:10.25 |                    |
| 4      | 5    | CAN Amber Thomas      | 1:11.04 | Recorde da América |
| 5      | 7    | CHN Xie Qing          | 1:11.08 |                    |
| 6      | 6    | GER Daniela Schulte   | 1:11.50 |                    |
| 7      | 1    | SWE Maja Reichard     | 1:12.65 |                    |
| 8      | 8    | JPN Naomi Ikinaga     | 1:16.94 |                    |

## S12

### Eliminatórias

#### Eliminatória 1
| Pos. | Raia | Atleta                     | Tempo   | Notas |
| ---- | ---- | -------------------------- | ------- | ----- |
| 1    | 4    | GBR Hannah Russell         | 1:02.22 | Q     |
| 2    | 6    | VEN Belkys Mota            | 1:06.72 | Q     |
| 3    | 3    | UKR Maryna Shtal           | 1:08.51 |       |
| 4    | 2    | SVK Karina Petrikovičová   | 1:11.81 |       |
| —    | 5    | GER Naomi Maike Schnittger | DNS     |       |

#### Eliminatória 2
| Pos. | Raia | Atleta                 | Tempo   | Notas |
| ---- | ---- | ---------------------- | ------- | ----- |
| 1    | 4    | RUS Darya Stukalova    | 1:02.94 | Q     |
| 2    | 3    | POL Joanna Mendak      | 1:03.61 | Q     |
| 3    | 6    | AZE Natali Pronina     | 1:04.97 | Q     |
| 4    | 5    | RUS Anna Efimenko      | 1:09.00 |       |
| 5    | 7    | CZE Lenka Zahradníková | 1:14.69 |       |
| —    | 2    | BRA Raquel Viel        | DNS     |       |

#### Eliminatória 3
| Pos. | Raia | Atleta              | Tempo   | Notas |
| ---- | ---- | ------------------- | ------- | ----- |
| 1    | 4    | RUS Oxana Savchenko | 1:02.36 | Q     |
| 2    | 5    | ESP Deborah Font    | 1:02.62 | Q     |
| 3    | 3    | UKR Yuliya Volkova  | 1:05.50 | Q     |
| 4    | 6    | ESP Amaya Alonso    | 1:07.77 |       |
| 5    | 2    | ARG Anabel Moro     | 1:08.79 |       |
| 6    | 7    | CZE Nicole Fričová  | 1:16.09 |       |

### Final
| Pos.   | Raia | Atleta              | Tempo   | Notas           |
| ------ | ---- | ------------------- | ------- | --------------- |
| Ouro   | 5    | RUS Oxana Savchenko | 58.41   | Recorde mundial |
| Prata  | 7    | AZE Natali Pronina  | 1:00.00 |                 |
| Bronze | 6    | RUS Darya Stukalova | 1:00.23 |                 |
| 4      | 2    | POL Joanna Mendak   | 1:01.07 |                 |
| 5      | 3    | ESP Deborah Font    | 1:02.06 |                 |
| 6      | 4    | GBR Hannah Russell  | 1:02.38 |                 |
| 7      | 1    | UKR Yuliya Volkova  | 1:05.40 |                 |
| 8      | 8    | VEN Belkys Mota     | 1:07.21 |                 |

## S13

### Eliminatórias

#### Eliminatória 1
| Pos. | Raia | Atleta                   | Tempo   | Notas |
| ---- | ---- | ------------------------ | ------- | ----- |
| 1    | 4    | CAN Valerie Grand-Maison | 1:00.48 | Q     |
| 2    | 3    | AUS Prue Watt            | 1:01.61 | Q     |
| 3    | 5    | UKR Iryna Balashova      | 1:03.90 | Q     |
| 4    | 1    | BRA Letícia Freitas      | 1:06.65 |       |
| 5    | 2    | USA Colleen Young        | 1:06.73 |       |
| 6    | 6    | GER Elena Krawzow        | 1:07.93 |       |
| 7    | 7    | ESP Begona Curero        | 1:08.45 |       |
| 8    | 8    | BLR Maryia Charniatsova  | 1:10.56 |       |

#### Eliminatória 2
| Pos. | Raia | Atleta                        | Tempo   | Notas |
| ---- | ---- | ----------------------------- | ------- | ----- |
| 1    | 4    | USA Kelley Becherer           | 1:00.23 | Q     |
| 2    | 5    | GBR Rhiannon Henry            | 1:01.87 | Q     |
| 3    | 3    | USA Rebecca Anne Meyers       | 1:03.99 | Q     |
| 4    | 6    | AUS Teigan van Roosmalen      | 1:04.31 | Q     |
| 5    | 2    | CAN Rhea Schmidt              | 1:05.35 | Q     |
| 6    | 7    | ESP Marta María Gómez Batelli | 1:08.81 |       |
| 7    | 1    | RSA Marike Naude              | 1:11.45 |       |
| 8    | 8    | ROU Naomi Ciorap              | 1:13.30 |       |

### Final
| Pos.   | Raia | Atleta                   | Tempo   | Notas |
| ------ | ---- | ------------------------ | ------- | ----- |
| Ouro   | 4    | USA Kelley Becherer      | 59.56   |       |
| Prata  | 5    | CAN Valerie Grand-Maison | 1:00.07 |       |
| Bronze | 7    | USA Rebecca Anne Meyers  | 1:01.90 |       |
| 4      | 6    | GBR Rhiannon Henry       | 1:02.00 |       |
| 5      | 3    | AUS Prue Watt            | 1:02.32 |       |
| 6      | 2    | UKR Iryna Balashova      | 1:04.26 |       |
| 7      | 1    | AUS Teigan van Roosmalen | 1:04.87 |       |
| 8      | 8    | CAN Rhea Schmidt         | 1:05.26 |       |

Legenda
| Recorde mundial      | Recorde mundial (World record)               |                       | Recorde africano                      | Recorde africano (African) |                                           | Q | Classificado por posição (Qualified) |
| Recorde paralímpico  | Recorde paralímpico (Paralympic record)      | Recorde da América    | Recorde da América (Americas)         | q                          | Classificado por melhor tempo (Qualified) |   |                                      |
| Melhor marca do ano  | Melhor marca do ano (World leading)          | Recorde asiático      | Recorde asiático (Asian)              | DNS                        | Não largou (Did not start)                |   |                                      |
| Recorde nacional     | Recorde nacional (National record)           | Recorde europeu       | Recorde europeu (European)            | DNF                        | Não terminou (Did not finish)             |   |                                      |
| Recorde pessoal      | Recorde pessoal do atleta (Personal best)    | Recorde da Oceania    | Recorde da Oceania (Oceania)          | DSQ / DQ                   | Desclassificado (Disqualified)            |   |                                      |
| Recorde da temporada | Recorde da temporada do atleta (Season best) | Recorde sul-americano | Recorde sul-americano (South America) | NM                         | Sem marca (No mark)                       |   |                                      |